# Arwed Vogel
Arwed Vogel (* 1965 in München) ist ein deutscher Schriftsteller, Dozent für kreatives Schreiben und Kulturfunktionär.

## Biographie
Vogel besuchte das Gymnasium in Vaterstetten bei München. Nach dem Abitur und Zivildienst studierte er Ethnologie und Wirtschaftsgeographie in München und London. Bereits während der Schulzeit veröffentlichte er eigene Erzählungen und engagierte sich ab 1984 im Münchner Literaturbüro (Haidhauser Werkstatt), dessen Mitbegründer er ist. Nach dem Studium gründete er eine private Schreibwerkstatt und hielt Kurse über Literatur und kreatives Schreiben. Sein Augenmerk galt dabei insbesondere der Seniorenarbeit sowie später auch der Jugendarbeit.
Seinen ersten Roman Die Haut der Steine veröffentlichte er 2003. Bis 2010 gab er dann fünf Bände mit Kurzprosa heraus, die in verschiedenen Schreibkursen entstanden waren.
Aus der Jugendarbeit an bayerischen Schulen entstanden ab 2015 sechs Kurzromane für den Schulunterricht, zum Teil mit Begleitmaterial. Im Jahr 2016 veröffentlichte Vogel auch seinen zweiten Roman Wie Anna den Krieg fand über die Aufarbeitung des Ersten Weltkrieges aus heutiger Sicht.
Vogel ist seit 2016 Vorsitzender des Verbands deutscher Schriftstellerinnen und Schriftsteller in Bayern. 2016 war er außerdem einer der Initiatoren des Literatur Radios Bayern. Seit 2006 engagiert sich Vogel als Medienrat in der Bayerischen Landeszentrale für neue Medien, wo er 2017 zum stv. Vorsitzenden des Hörfunkrates gewählt wurde.

## Werke

### Belletristik
- Die Haut der Steine, Allitera Verlag, München 2003, ISBN 978-3-935877-87-9
- Wie Anna den Krieg fand, Allitera Verlag, München 2016, ISBN 978-3-86906-881-7
- Wie fängt man eine Sternschnuppe?, Persen Verlag, Hamburg 2015, ISBN 978-3-403-23544-6
- Die Chance deines Lebens, Persen Verlag, Hamburg 2015, ISBN 978-3-403-23582-8
- Das Haus der geheimen Spiegel, Persen Verlag, Hamburg 2015, ISBN 978-3-403-23544-6
- Showdown auf dem Fußballplatz, Persen Verlag, Hamburg 2016, ISBN 978-3-403-23645-0
- Ende einer Flucht?, Persen Verlag, Hamburg 2017, ISBN 978-3-403-20048-2
- Auf dem rechten Weg?, Persen Verlag, Hamburg 2018, ISBN 978-3-403-20307-0

### Sachbücher
- Der Roman. Planen. Schreiben. Veröffentlichen., Allitera Verlag, München 2016, ISBN 978-3-86906-677-6

## Preise und Auszeichnungen
- Haidhauser Werkstattpreis für Kurzprosa (1992)[3]
- 3. Irseer Pegasus (2001)[4]
- Reisestipendium des Auswärtigen Amtes (2003)